# Sheffield Lake
Sheffield Lake är en ort i Lorain County i delstaten Ohio, USA.